# Rajłów
Rajłów (ukr. Райлів) – wieś na Ukrainie w rejonie stryjskim obwodu lwowskiego.
Znajduje tu się przystanek kolejowy Rajłów, położony na linii Stryj – Sambor.